# Géode (roche)
«  Druse (minéralogie) » redirige ici. Pour les autres significations, voir Druse.
Pour les articles homonymes, voir Géode.

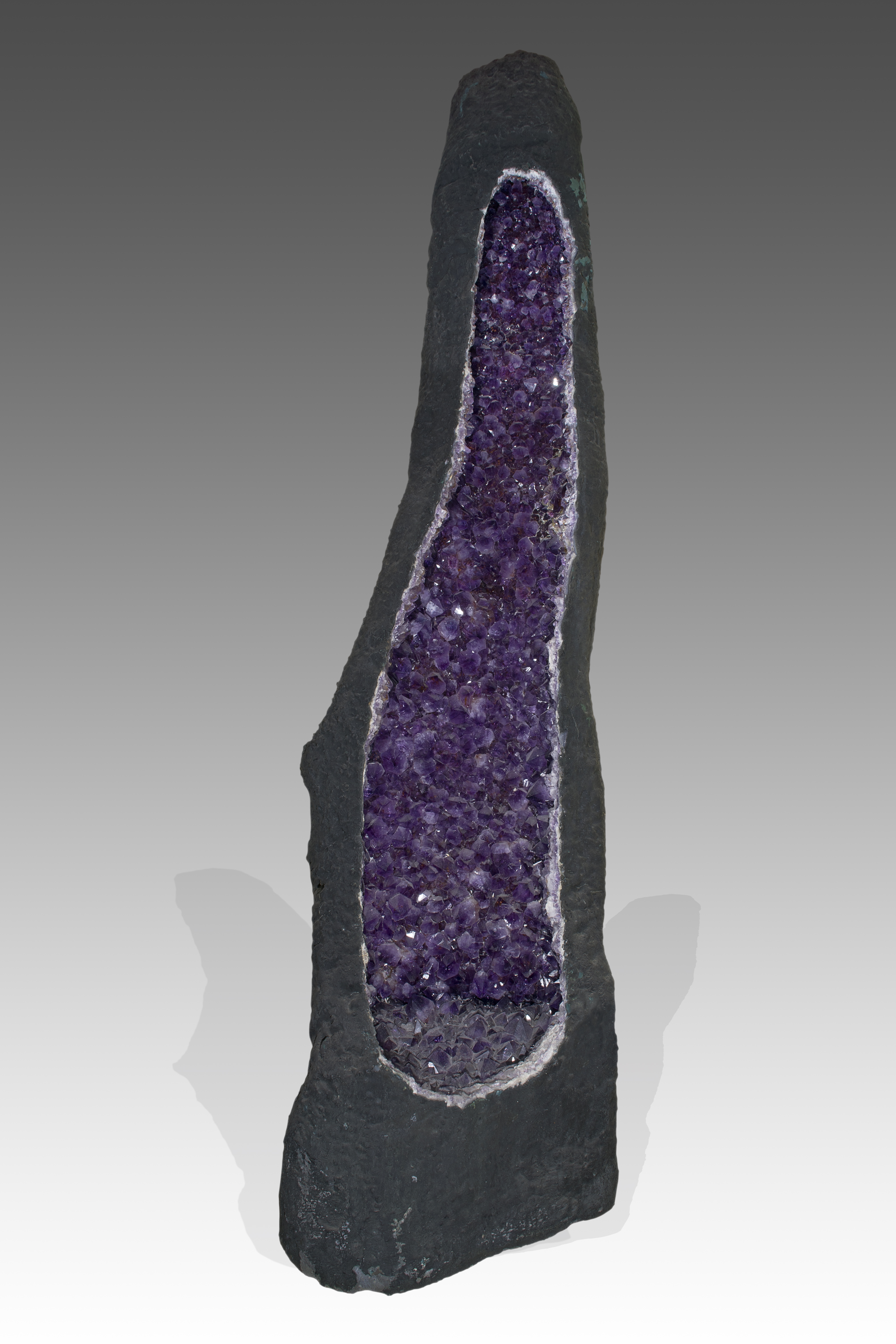
Géode d'améthyste, Brésil.

Une géode est une cavité rocheuse tapissée de cristaux (souvent automorphes) et d'autres matières minérales. Ce n'est pas un minéral, mais une composition de formations magmatiques, cristallines et/ou sédimentaires. Largement répandues à travers toute la planète, les géodes sont la source principale des minéraux des collections minéralogiques car c'est un milieu optimal pour diverses formations minérales.
Le mot géode vient du grec γεώδης - geôdês (« comme la Terre »), lui-même formé de γῆ - guê (« Terre ») et de ει̃δος - eïdos (« forme, aspect »). Le fait qu'il se réfère à la rotondité de la Terre a amené un débat afin de savoir si les druses (cavités aplaties) pouvaient être qualifiées de géodes.

## Formation

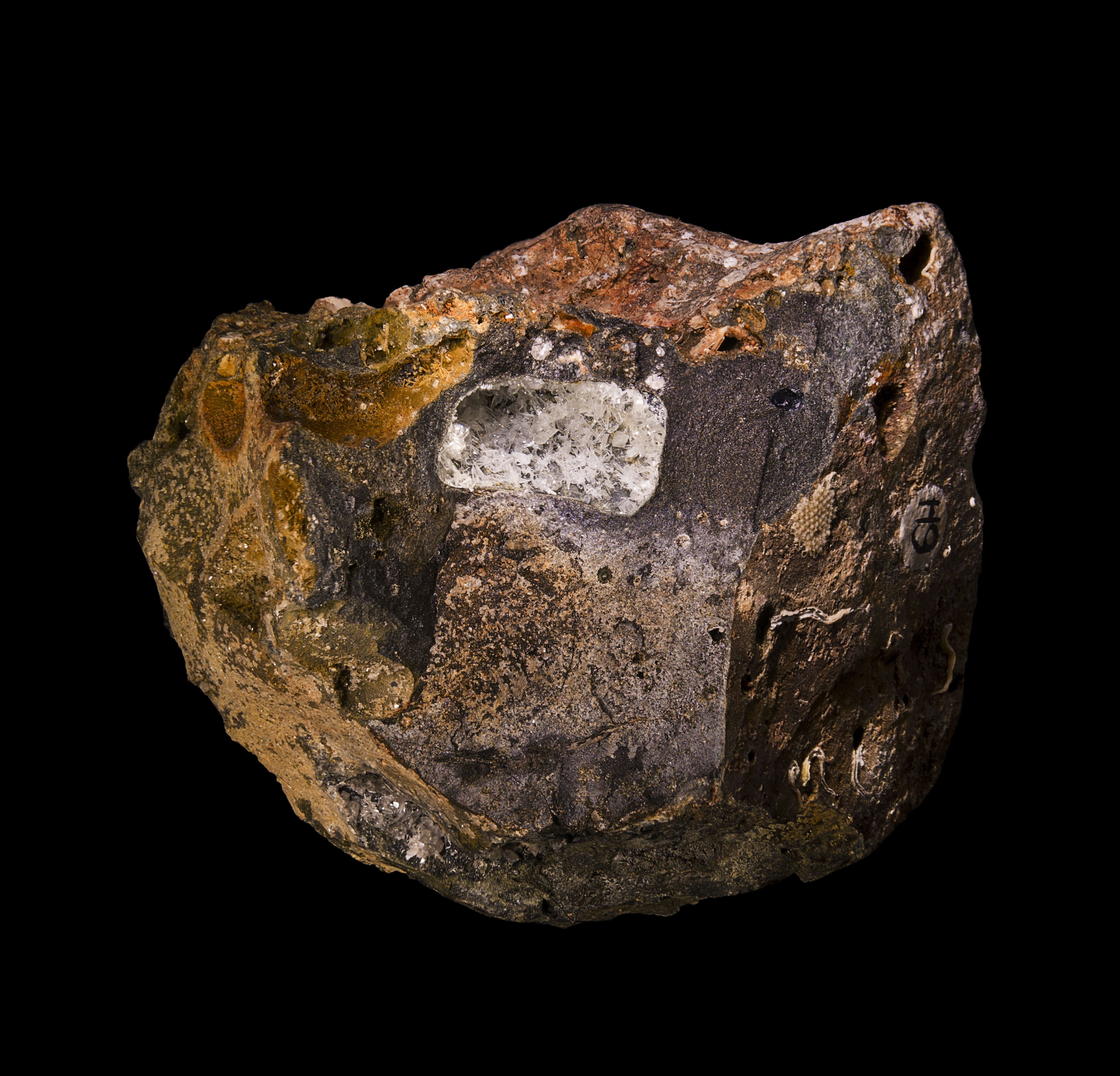
Géode dans une scorie contenant de la laurionite.

Les géodes peuvent se former dans n'importe quel type de roches, sédimentaires, filoniennes ou magmatiques (plutoniques ou volcaniques). Elles peuvent se former à partir des bulles de gaz dans les roches magmatiques en voie de solidification telles les structures vésiculaires, les basaltes (lave) ou encore, comme dans le Midwest américain, dans les cavités arrondies des formations sédimentaires. Après attaque de la roche autour de la cavité par érosion ou dissolution, des silicates et/ou des carbonates se déposent sur la surface intérieure. Avec le temps, ceux-ci évoluent lentement sous l'influence des eaux de percolation ou des solutions issues de l'hydrothermalisme faisant pousser des cristaux dans la chambre intérieure. La roche mère contient des géodes que parfois le climat ou l'érosion mettent au jour en surface si ces géodes sont composées de matériaux résistants tels le quartz. Les cristaux prennent naissance à partir de germes sur les parois intérieures ; gênés dans leur développement par l'espace fermé, ils se développent la majorité du temps dans une direction spatiale normale à la surface de leur point d'origine suivant le principe de la sélection géométrique.
Dans le cadre des roches magmatiques, la première couche qui se forme est celle des minéraux ayant la plus haute température de fusion. Les géodes pegmatites se constituent donc avec une juxtaposition de minéraux à croissance centripète, dont la température de fusion va décroissante depuis l'écorce vers l'intérieur pour terminer avec les formations cristallines issues de la cristallisation de composants liquides ou gazeux refroidis ou infiltrés dans la gangue puis moulés (dépôt minéral) ou cristallisés par concentration progressive des sels. Il arrive également que les géodes se constituent strictement par le refroidissement des différents matériaux, formant donc une géode pleine ou « nodule », mais que l'intrusion ultérieure d'acides, d'eaux souterraines, etc. lessive littéralement une partie de l'intérieur via des fissures et creuse donc la géode. De nombreuses géodes sont constituées dans leur partie intérieure par du quartz qui s'y est retrouvé par infiltration d'eaux sursaturées en silice et qui a précipité en cristaux de quartz.
Le quartz est un matériau souvent rencontré dans les géodes : d'une part sa dureté le rend très peu sensible aux processus d'érosion, d'autre part c'est le matériau majoritairement présent sous forme de fluides dynamiques dans le sous-sol ; comme ses capacités de cristallisation sont très bonnes, il se retrouve très souvent dans les géodes, tant sur le plan des cristaux que sur celui de la croûte principale.

### Croissance cristalline

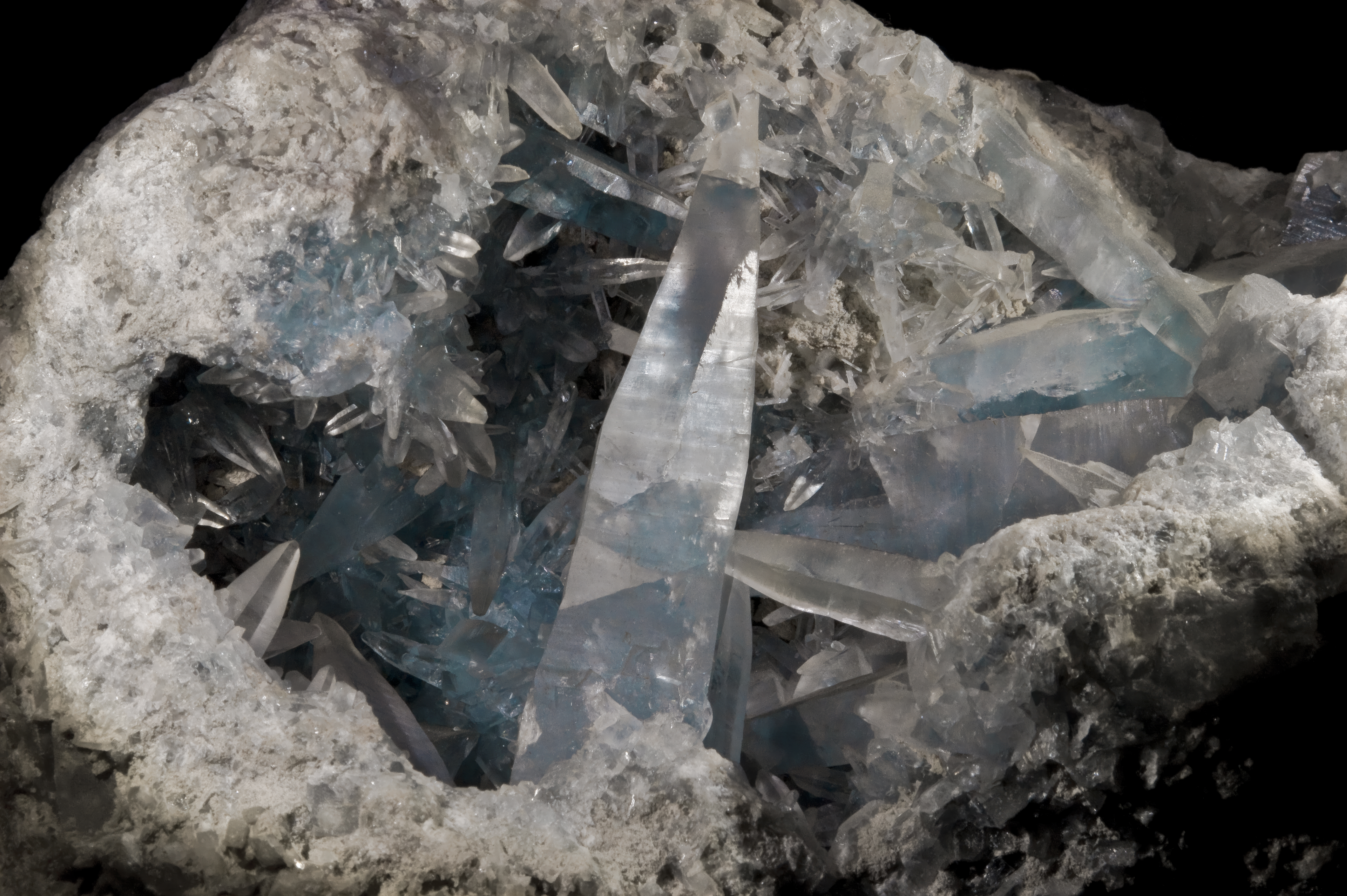
Géode de célestite, Madagascar, Mahajanga.

Les géodes ont tendance à se développer plus facilement dans des filons de minéraux et se localisent généralement vers le centre de ceux-ci car elles correspondent au dernier stade de cristallisation. Pour ce qui concerne les roches sédimentaires, les géodes se développent plutôt dans les fractures car c'est là que circulent les fluides. Ceci explique que les géodes magmatiques sont plus circulaires et les géodes sédimentaires plus allongées. Les géodes étant des formations complexes, successives et combinées, il n'y a donc pas de formation cristallographique particulière les caractérisant. De même, il n'existe pas de coloration typique ni de la croûte de la géode ni de ses formations internes.
La croissance d'un cristal se fait par accrétion autour d'un germe de croissance, qui peut être une impureté voire un microscopique cristal de la même espèce. Cette croissance se fait normalement sur base d'eau à des conditions de température et pression assez précises selon le cristal ; si un autre solvant que l'eau est utilisé, on parlera alors de croissance de flux, mais ceci n'arrive généralement que dans le cadre des cristaux artificiels. Les géodes peuvent donc être des formations extrêmement complexes, fruits de nombreuses transformations : toute géode en milieu naturel n'est absolument pas finie, à chaque instant un nouveau phénomène peut la transformer et la muter en quelque chose d'autre.

### Formation dans les roches sédimentaires

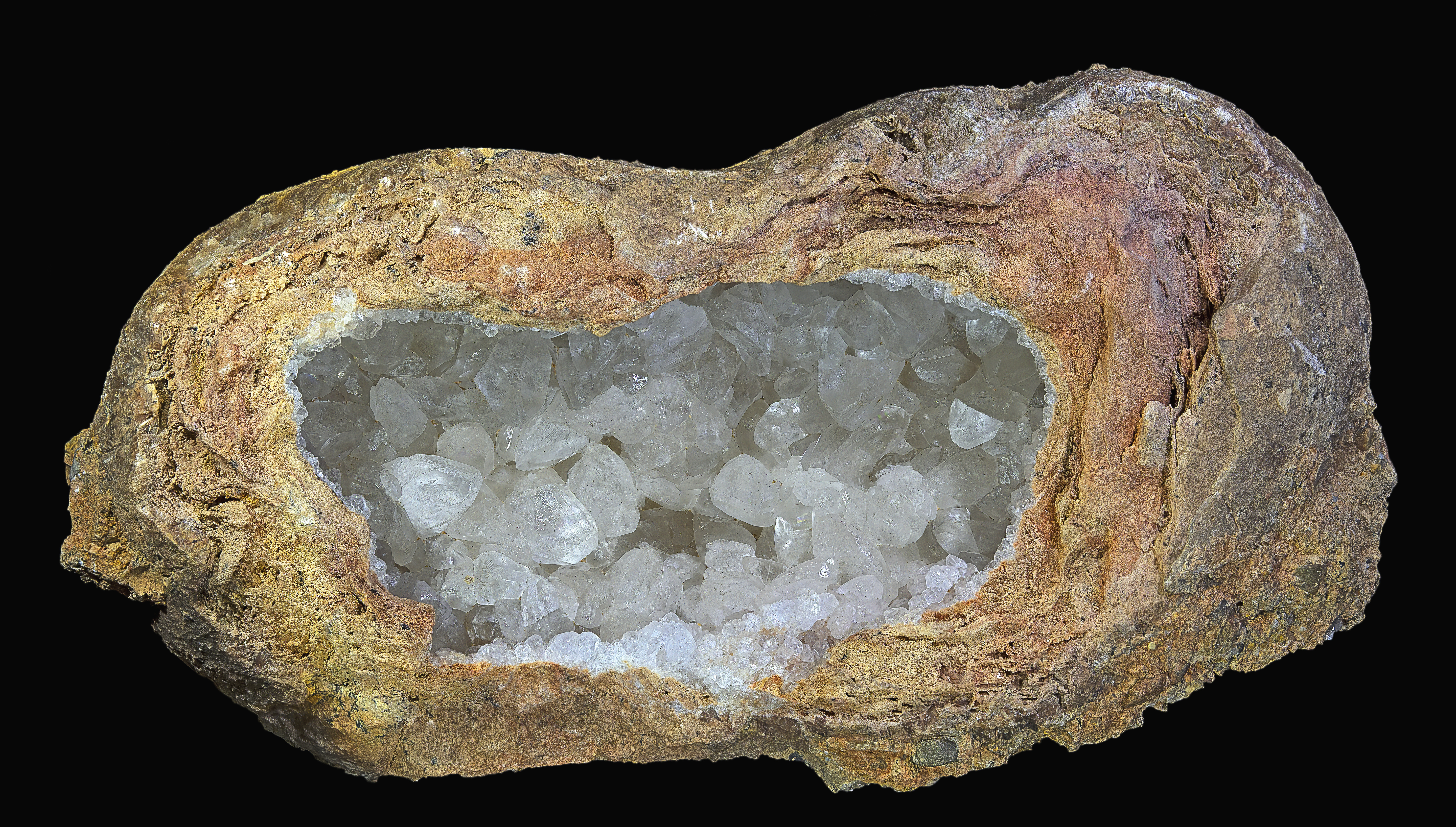
Géode de calcite, Pau.

Les géodes des formations sédimentaires se forment à la suite de cisaillements[Comment ?], de lessivages, d'effondrements souterrains ou de dissolutions, tout ce qui peut provoquer la création d'une cavité souterraine[style à revoir]. Leur taille peut donc atteindre des dimensions considérables et créer une géode dans une caverne complète[Où ?].
Généralement, les géodes en terrain sédimentaire se forment :
- par cristallisation classique, facilitée par le fait que l'enveloppe est souvent plus poreuse ou avec plus de fissures qu'une géode magmatique ;
- par concrétionnement, qui est une forme de sédimentation, mais avec solidification des produits, comme pour les stalactites et stalagmites (effet splash), n'obéissant pas aux lois de cristallisation classique, mais à celles de l'agglomération sédimentaire soumise aux forces de la pesanteur, appelée pour les stalactites « cristallisation à l'air », qui dépend également de paramètres d'évaporation et de la présence ou non de bactéries dans le film d'eau de ruissellement[6].

Une géode peut très bien se créer dans une cavité formée par une circulation d'eau souterraine et sa cristallisation se former à partir de la même eau[Comment ?], chargée en sels minéraux, qui a servi à creuser la cavité[citation nécessaire]. Il arrive[Où ?] également qu'à la suite d'évolutions géologiques, de la lave vienne visiter ces cavités en utilisant les réseaux aquifères creusés par l'eau et y déposer de nouvelles formations. Ces formations magmatiques peuvent elles-mêmes être totalement ou partiellement érodées si l'épisode magmatique cesse et que l'eau reprend son cycle originel, mais aussi laisser des débris importants et tout à fait hétérogènes dans des géodes existantes.

### Formation dans les roches volcaniques

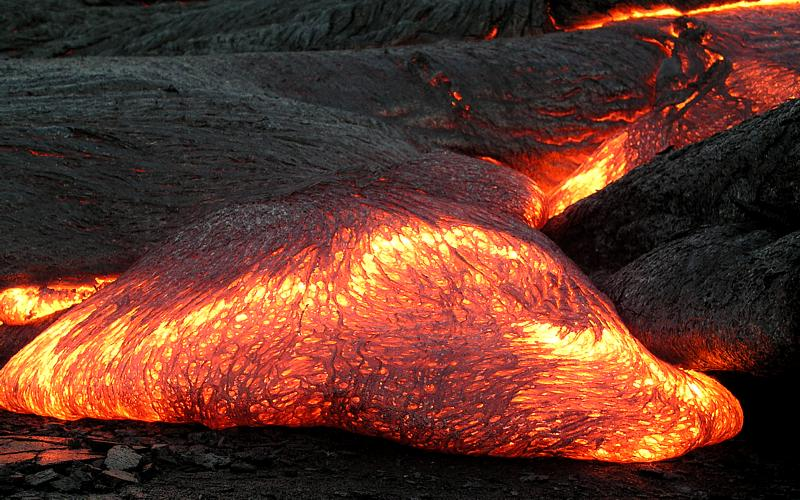
Coulée de lave.

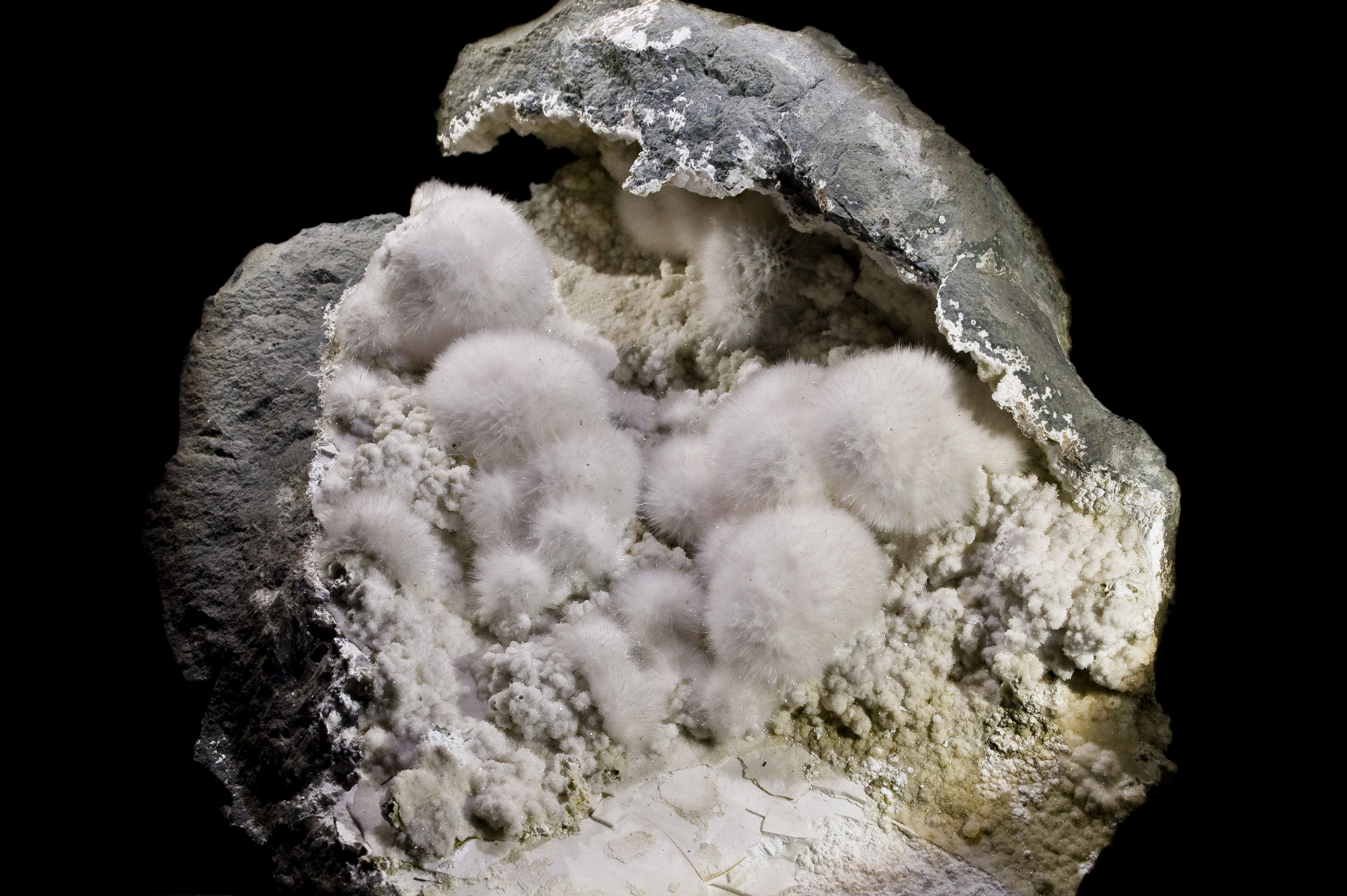
Géode dans le basalte contenant une okénite.

Entre 800 °C et 1 200 °C, les divers types de laves, en se refroissant, exsolvent encore des gaz dissous. Au contact du substratum, la lave ou le matériau volcanique solidifié mais encore chaud peut aussi regazéifier l'eau qu'il contient, voire les composants volatils de cette roche environnante, provoquant un hydrothermalisme secondaire. Les gaz produits par l'une ou l'autre de ces diverses origines, s'ils percolent une lave encore en écoulement, produisent des bulles de gaz. Comme elles sont mobiles dans le cœur de la lave en mouvement (effet de cisaillements fluides), elles migrent vers la surface de la coulée et peuvent se rassembler pour former des poches de plus en plus grandes. Le refroidissement de la lave, synchrone de ce dernier processus, fige les bulles de gaz à partir d'un certain seuil de viscosité. Elles en gardent une forme de lentille. Au cours du refroidissement de la lave, les bulles de gaz sont transportées dans le sens de l'écoulement de la lave. Les facteurs temps et direction de la coulée durant son refroidissement influent sur la forme en lentille que prennent les bulles. Celles-ci ressemblent à des gouttes, les pointes fines tournées vers l'amont de la coulée. L'observation des géodes produites pendant cette phase (en fin d'écoulement, par des gaz volcaniques) ou ultérieurement dans une coulée de lave solidifiée (hydrothermalisme post-coulée) permet donc d'en évaluer avec une certaine précision le sens d'écoulement, et d'en contraindre la température originelle et sa vitesse de refroidissement, ainsi que, le cas échéant, la nature d'éventuels d'obstacles détruits par la fournaise de la lave que l'on peut retrouver piégés dans les géodes[réf. nécessaire].
Un deuxième refroidissement a alors lieu, gazeux[Quoi ?] cette fois, à partir de 400 °C, selon la composition du gaz emprisonné dans la cavité ainsi formée. Ce gaz passe alors en phase aqueuse et des phénomènes d'hydrothermalisme peuvent commencer. La première (et parfois la seule) cristallisation peut donc s'avérer tout à fait interne à la géode, sans apport extérieur[réf. nécessaire]. Ensuite, les transformations peuvent continuer des millions d'années durant. C'est d'ailleurs l'aspect paradoxal des géodes que d'être des minéraux avec rarement des apports vivants[Quoi ?], mais pourtant des minéraux qui peuvent exister des millions d'années en évoluant sans cesse tout en gardant[style à revoir] en permanence une forme de leur héritage originel. Dans le cas de matières à faible température de solidification, les matériaux inclus peuvent rester en phase liquide voire en phase gazeuse, ce qui donne les géodes dites « enhydros ».
Les plus petites et nombreuses bulles de gaz présentes dans les bords de la coulée de lave peuvent s'appeler « amandes » ou « amygdaloides » (en allemand : Mandelstein ou Amygdaloid).

### Cristallisation en milieu aqueux
Dans les cas de géodes magmatiques, après la dernière solidification ou liquéfaction, selon le cas, il se crée une couche minérale générale de silicate gélatineux qui peut se muer en calcédoine. Si, lors d'une période de son histoire, la géode se retrouve dans un milieu très humide voire dans un environnement aqueux, une pression osmotique se crée entre l'intérieur et l'extérieur de la géode, ce qui produit une migration de fluide vers l'intérieur de la cavité. Ceci crée alors une pression continue tant que les conditions extérieures persistent puisque les fluides extérieurs s'obstinent à vouloir équilibrer les densités entre l'intérieur et l'extérieur. Comme les minéraux emmenés vers l'intérieur de la géode cristallisent, c'est un mouvement qui persiste aussi longtemps que la géode n'est pas remplie par du solide ou que l'eau ne disparaît pas. Il arrive également que l'environnement soit soumis à des cycles de submersion, auquel cas l'enveloppe de la géode peut se fissurer lors des phases de déshydratation et la cristallisation se faire par infiltration via les fissures de retrait.

### Cas particuliers, variétés et synonymes

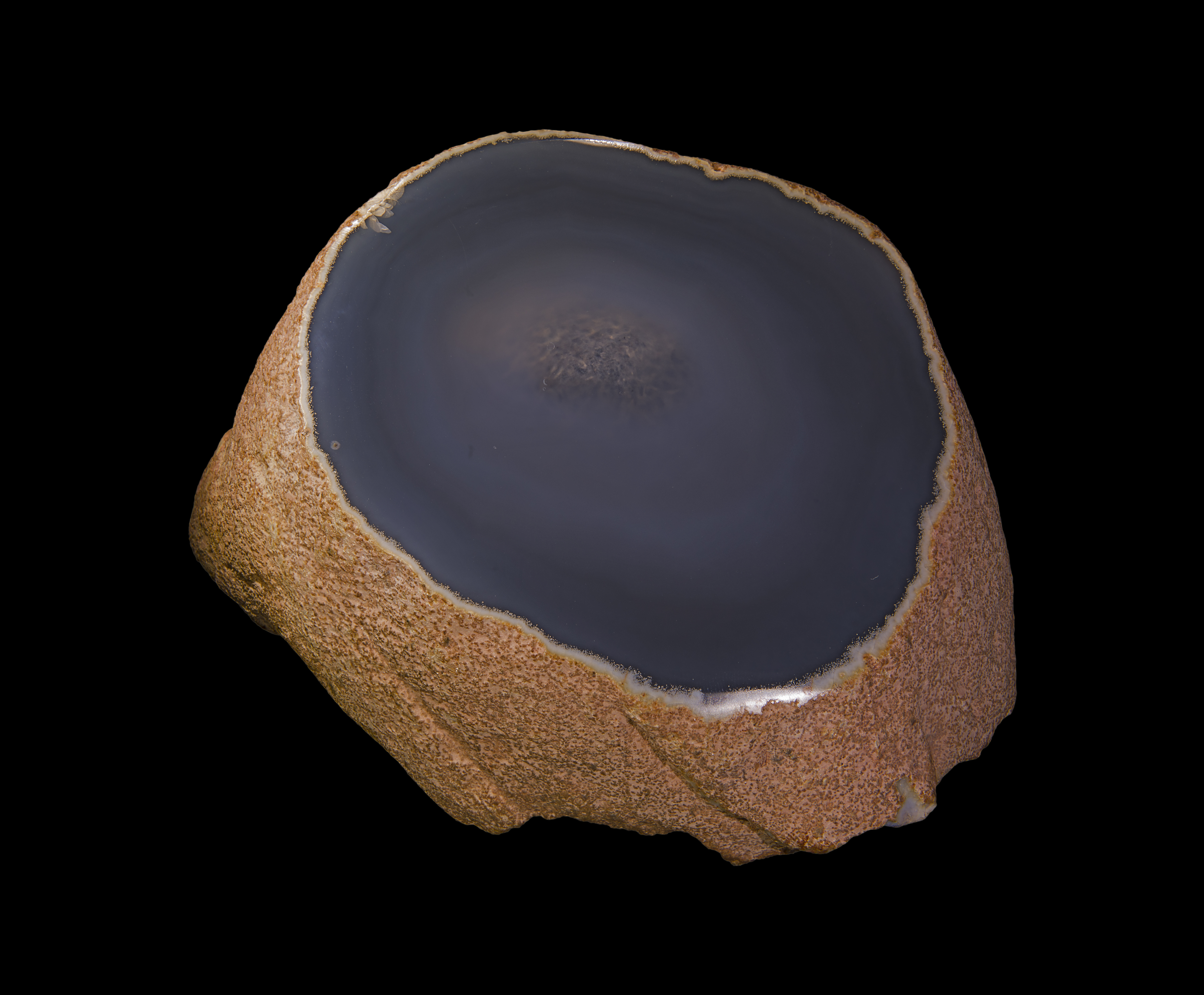
Agate enhydros.

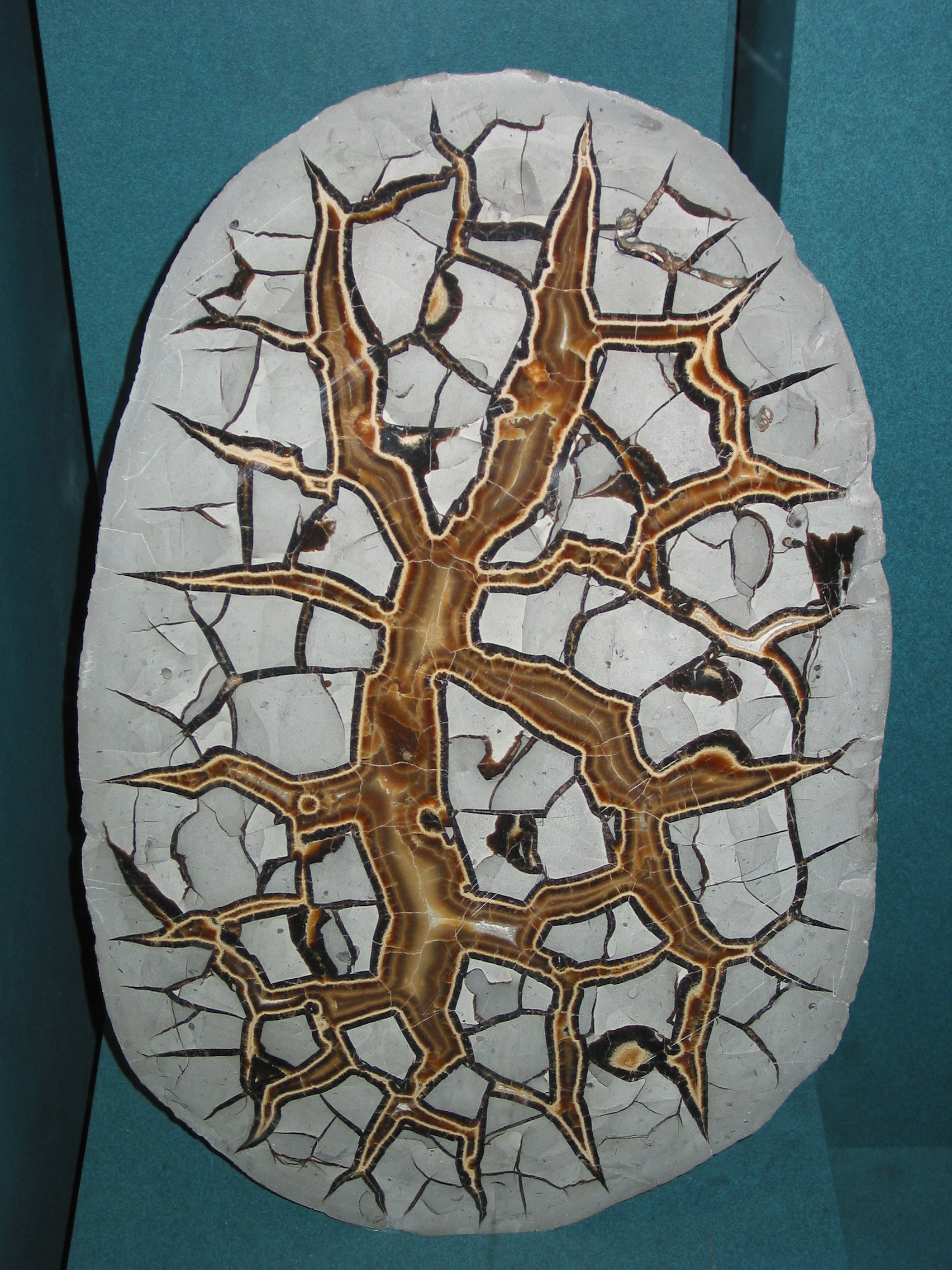
Septaria.

- Les termes « géode » et « druse » sont très souvent utilisés comme des synonymes. Il existe cependant une différence entre les deux, dépendant essentiellement de la taille et de la forme. Le terme « druse » est usité pour désigner des géodes étroites et aplaties[réf. souhaitée].
- Dans de très rares cas, certaines géodes peuvent conserver leur liquide initial qui peut être vu par transparence s'il y a une phase gazeuse : c'est le cas des agates enhydros[12].
- Les callimus sont un noyau interne mobile, souvent argileux, au sein d'une géode que l'on appelle alors « pierre sonnante », « étite » ou Lapis Roulis[13].
- Il a été reporté des cas de géodes bitumineuses contenant des bitumes primaires naturels aussi appelés « maltha » comme au Puy de la Pège, Pont-du-Château, France[14].

- Dans les Alpes, les géodes des filons (veines de quartz notamment) sont appelées « fentes alpines » ou encore « fours », notamment dans le milieu des cristalliers chamoniards[15]. Elles sont généralement catégorisées comme des druses.
- Il existe des géodes de néoformation. C'est le cas de minéraux néogènes des Mines du Laurion en Grèce, apparus dans des géodes d’anciennes scories de minerai d’argent ou des fameuses fentes alpines que la lave revisite encore une fois après leur lessivage partiel par érosion hydraulique. Il s'agit de phénomènes ayant lieu après la dernière cristallisation primitive et autres phénomènes formatifs[16].
- Une géode peut elle-même contenir une formation cristalline qu'elle a moulée, on parle alors de périmorphose[17] ; si elle a remplacé le minéral d'origine, on parle de pseudomorphose[18].
- Si une géode n'est pas creuse, on la nomme alors « nodule ». Beaucoup d'agates sont en fait des nodules[19]. C'est le cas également du silex et de très nombreux minéraux.
- Les septarias sont des nodules de dessiccation pouvant contenir des fentes qui se minéralisent secondairement[20]. Le nodule initial peut s’être constitué autour d'un élément fossile, poisson ammonite ou autres. L'appellation commerciale anglophone thunderegg ou thunder egg (« œuf de tonnerre ») est souvent rencontrée[21] ; elle désigne les nodules et souvent les septarias, nommés ainsi car leur structure interne peut donner l'impression qu'un coup de foudre s'y est imprimé.
- Les géodes pleines sont des géodes qui sont totalement remplies d'une matière adhérant à la structure de la géode mais dont on peut définir les contours et limites à l'œil nu[22].
- Une « salière » est une variété de géode de spath et quartz cristallisé et graveleux de Soissons (France). Elle est nommée ainsi car son intérieur semble comme pelotonné de sel[13].

Il existe plusieurs synonymes pour désigner les géodes :
- « pierre des aigles » : dans certains massifs montagneux, les aigles pouvaient construire leurs nids dans d'amples géodes ouvertes au grand jour par l'érosion[23] ;
- lithotomi cavernosi ou lithos cavernoso : antique appellation latine ou latinisée des géodes[13] ;
- lapis renalis ou « pierre des reins », car la forme de leur vide évoque celle d'un rein absent[23].

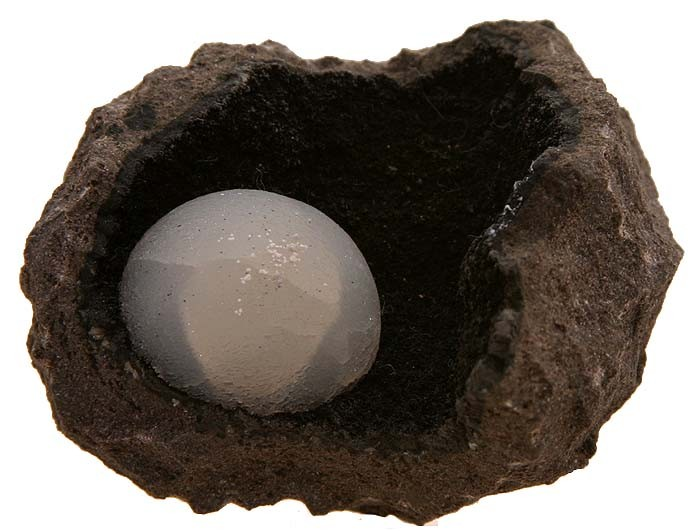
Géode dans le basalte contenant une épistilbite.
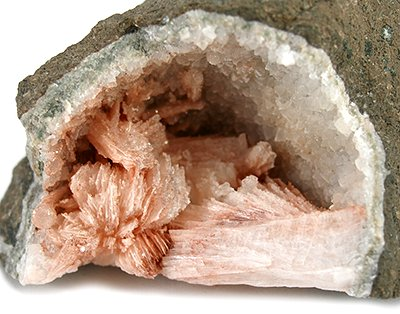
Thomsonite, fente alpine.
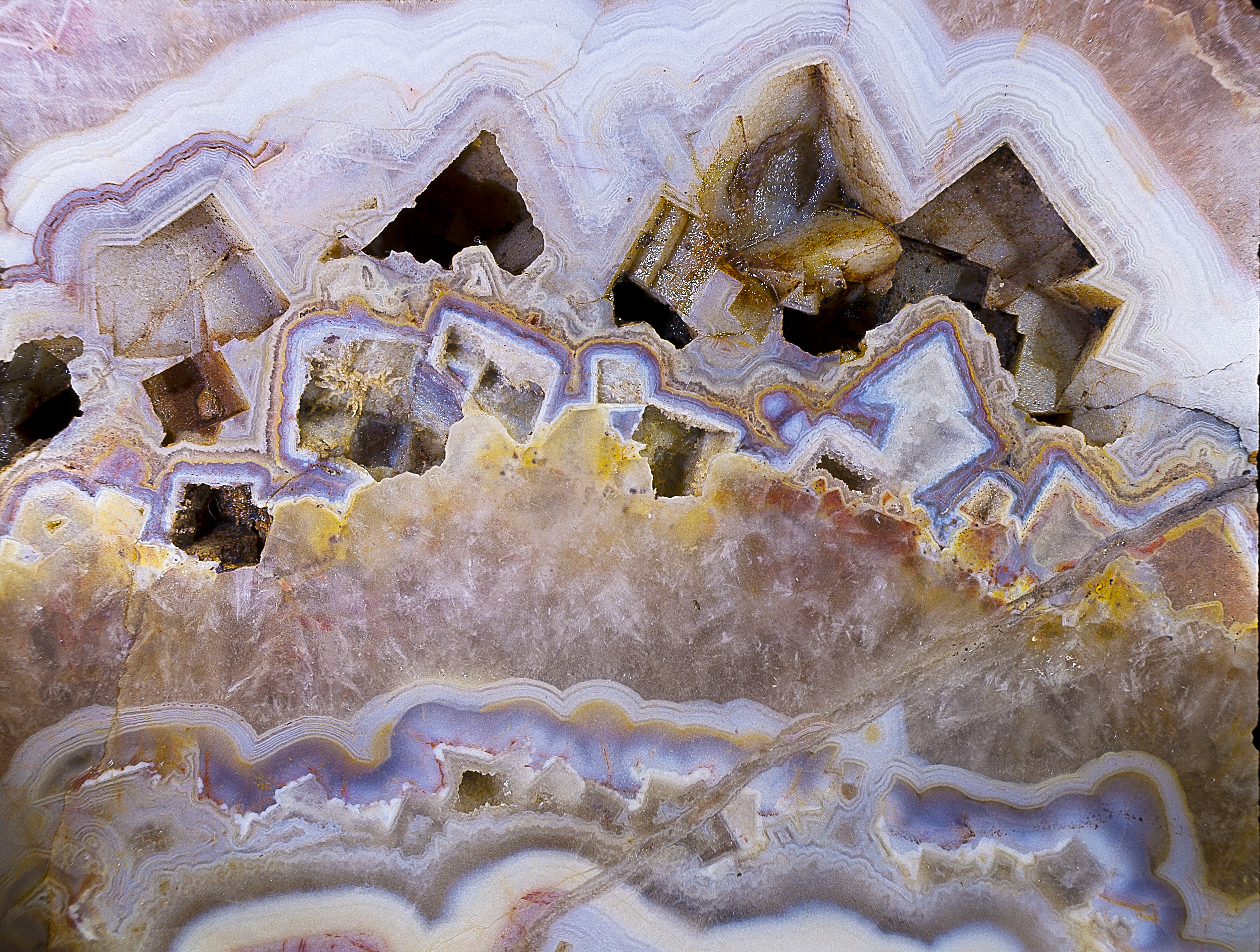
Géodes en périmorphose dans une agate.
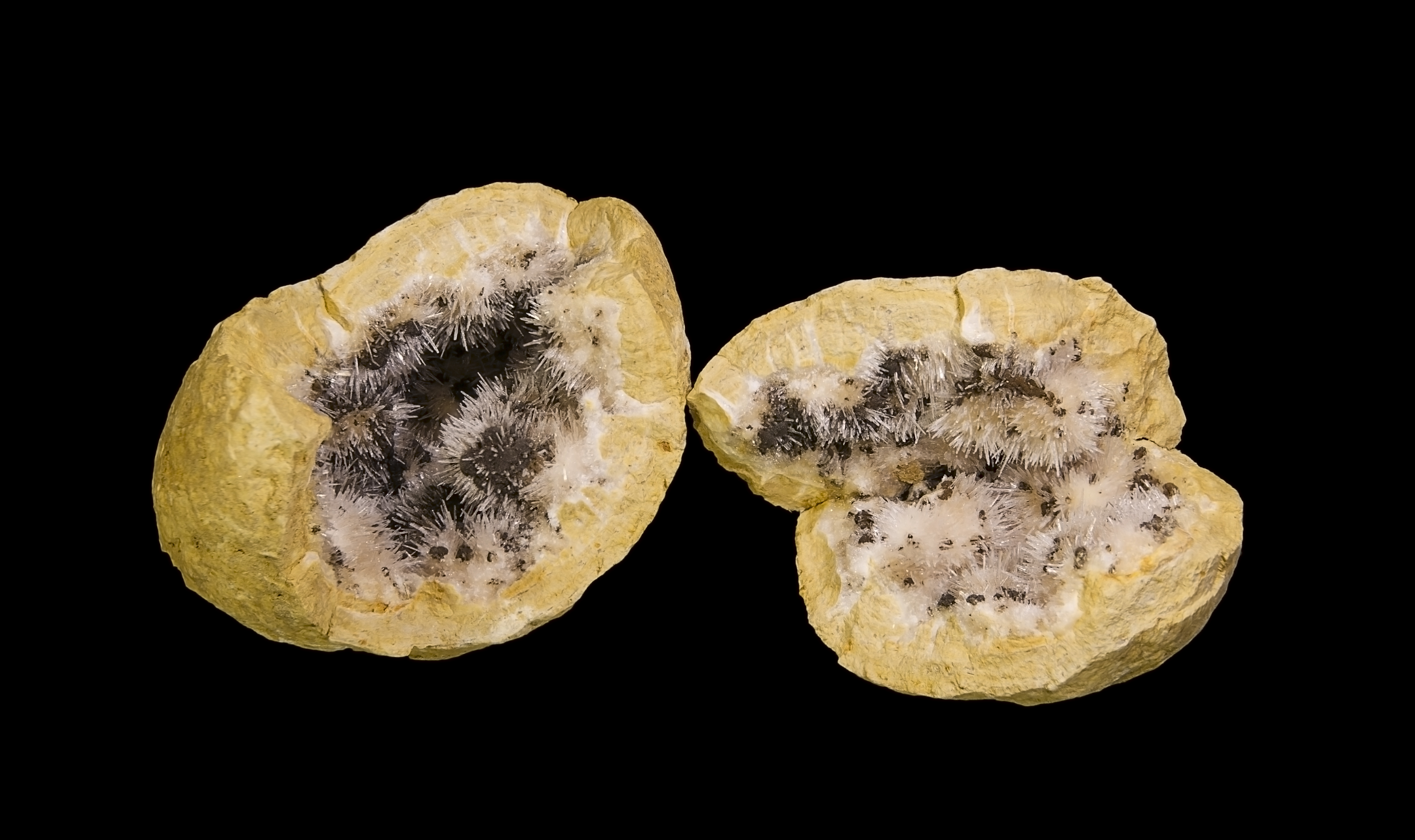
Géode complète d'aragonite et kutnohorite.
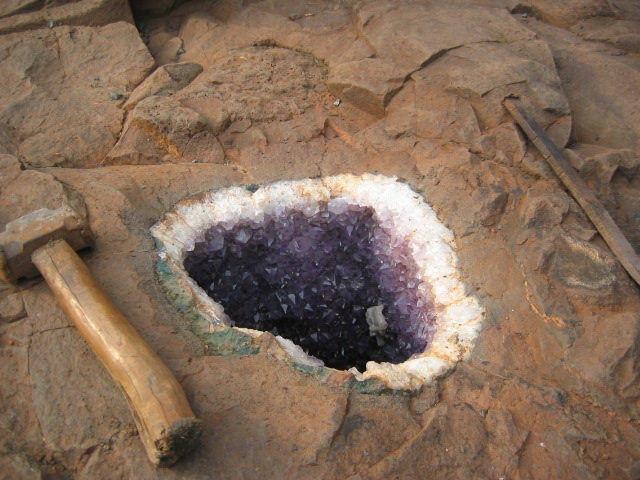
Géode ouverte in situ.

## Gisements et spécimens remarquables
Les géodes sont largement réparties sur l’ensemble de la planète.

### Diamants de Bristol
William Camden décrivit dans son ouvrage Britanniae descriptio les falaises de l'Avon Gorge à Bristol comme regorgeant de diamants. Leur recherche effrénée entraîna leur quasi-disparition. Il s'agissait en fait de géodes de dolomite contenant du quartz, mais avec une telle pureté que la méconnaissance des gens le fit confondre avec du diamant malgré sa dureté nettement moindre (7 contre 10 pour le diamant sur l'échelle de Mohs). Ce phénomène quoique ici fort limité a été plus d'une fois remarqué dans l'histoire avec, par exemple, la confusion entre de l'or et de l'ocre dans les mines du Laurion ou lors de la ruée vers l'or avec la pyrite et chalcopyrite ; il est un avertissement à toutes les personnes voulant identifier les minéraux quant aux risques d'erreur.

### La caverne de Cristal

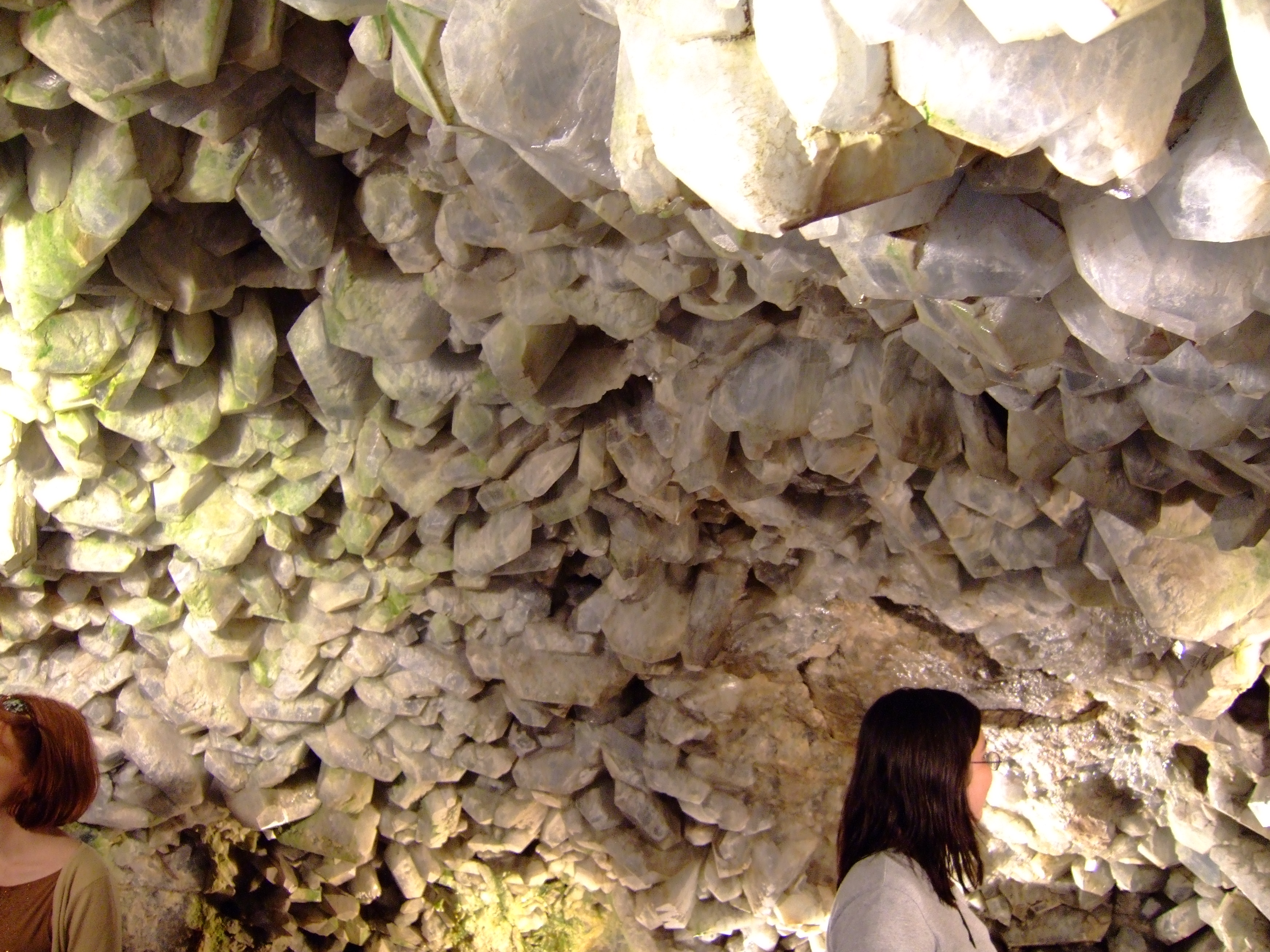
en dans l'Ohio.

Un exemplaire de géode géante a été découverte dans l'Ohio à Point-in-Bay, c'est une cavité d'une dizaine de mètres de haut, accessible au public. Outre sa taille, sa particularité est également d'être composée par des cristaux de célestine de l'ordre d'un mètre de long. Malheureusement, une partie de cette formation exceptionnelle a été détruite par l'exploitation du strontium à des fins pyrotechniques (feux d'artifice rouge). Découverte en 1897 et exploitée quelques années, elle est devenue une attraction touristique sous le nom de Crystal Cave.
La géode est devenue en 1967 un des symboles officiels (official state rock) de l'état de l'Iowa et y dispose désormais de son propre parc fédéral, le Geode State Park (en).

### La caverne des Géants

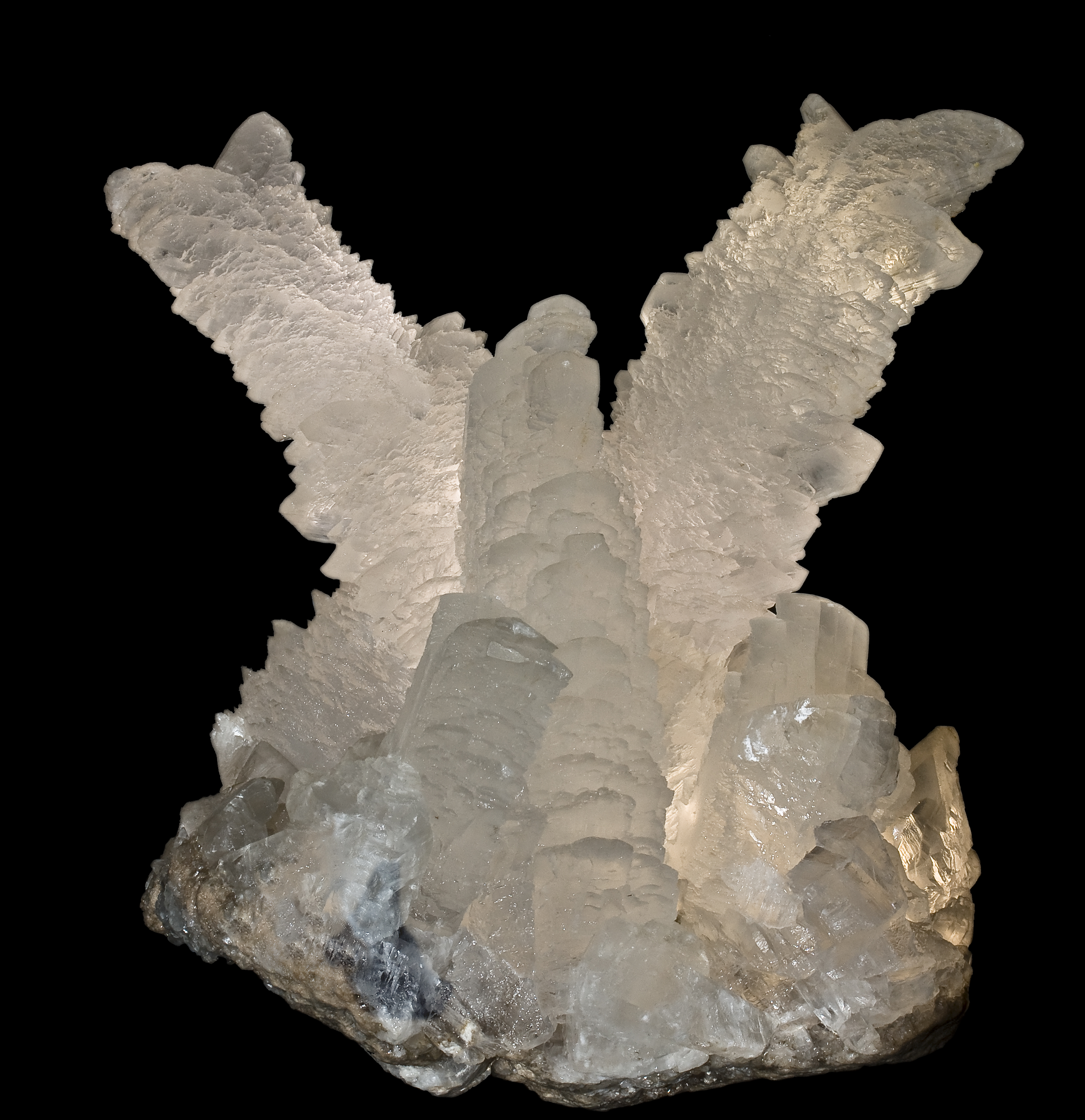
Cristaux de gypse de la mine de Naica.

La mine de Naica au Chihuahua (Mexique) est un site encore en pleine exploration. Des cavités exceptionnelles ont été découvertes dès les années 1920 dans cette ancienne mine de zinc, de plomb et d'argent, dont l'exploitation a commencé en 1794. La caverne des Épées fut le premier site exceptionnel découvert, à 70 mètres de profondeur, mais exploité en grande partie pour son sélénite. En 1999, des recherches ont alors mis au jour la caverne des Géants contenant des cristaux de l'ordre de 1,2 m de diamètre et plus de 10 m de long. Des travaux de pompage ont actuellement encore lieu afin de continuer de rabattre la nappe phréatique, car de nouvelles cavités ont été détectées et ce site est encore en exploitation d'extraction industrielle. Ce site est caractérisé par une formation due à l'hydrothermalisme, causée par une cheminée qui menait au magma et qui conserve encore une activité thermique relative de nos jours.
Ce site est quasiment impossible d'accès car situé à plus de 150 m de profondeur. De plus, la température qui y règne, entre 44 et 56 °C, combinée à une humidité de 100 %, chargée de gypse, empêche les scientifiques qui l'étudient d'y rester une heure d'affilée et les force parfois à y travailler en scaphandre. Des cavernes secondaires y ont été également découvertes telles la caverne dite de l'œil de la Reine et celles des Bougies. Lorsque l'exploitation industrielle de ce site finira, il est probable que le pompage sera arrêté et que le site redevienne inaccessible, car à nouveau sous eaux, ce qui relancera la lente croissance des cristaux,.

### LaGran Geoda
En 2000, une équipe de géologues a découvert une caverne emplie de cristaux de gypse dans une mine d'argent abandonnée dans la province d'Almería, Pilar de Jaravía, un hameau de la région de Pulpí, en Espagne. La cavité fait 1,8 m sur 1,7 m et serait l'une des plus grandes jamais découvertes en Europe. L'entrée a été bloquée par cinq tonnes de roche et est sous protection policière afin d'en empêcher le pillage. Selon les modèles géologiques, cette caverne se serait formée durant la crise de salinité messinienne il y a six millions d'années, quand la Méditerranée s'est largement évaporée laissant d'épaisses couches de sédimentation de sel. La caverne est actuellement interdite de visite. Les gypses des Karst et Yesos de Sorbas (complexe de cavernes) contiennent encore plusieurs autres cavités remarquables en Almería et en Andalousie que ces régions tentent d'aménager pour le tourisme,.
Les géodes d'améthyste peuvent mesurer plusieurs mètres de hauteur, aujourd'hui il est courant d'en trouver de plus de quatre mètres et trois tonnes.

## Exploitation des gisements
La géode n'a quasiment pas d'usage en elle-même sauf à titre de collection, en exposition pour générer du tourisme ou en occultisme mais, là, nous quittons le domaine scientifique.
Un usage détourné est l'extraction de belles pièces minérales spécifiques des géodes : les géodes contiennent souvent les plus belles pièces minéralogiques et sont donc « démontées » à cet effet par extraction mécanique et/ou dissolution, le plus ancien usage connu étant celui de la pierre taillée, originaire majoritairement de géodes en nodules, les silex.

### Transformations volontaires ou frauduleuses

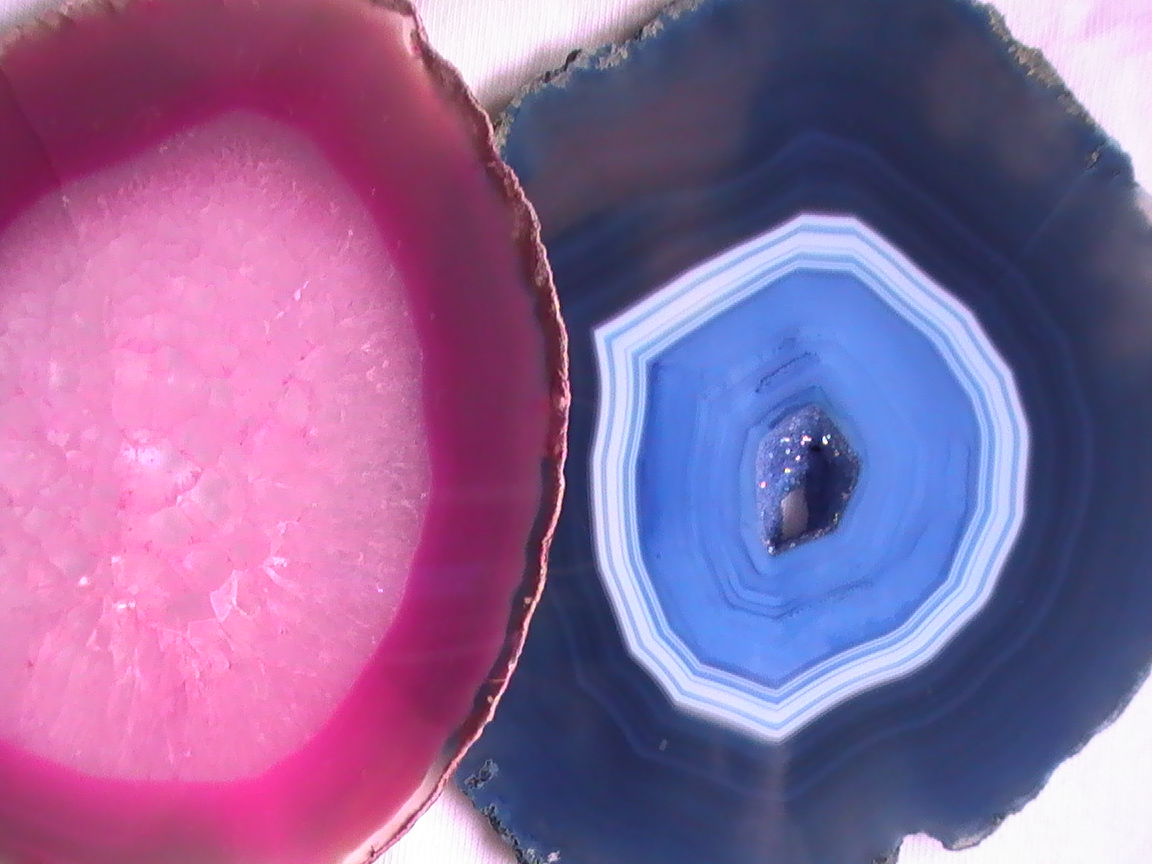
Rehaussement artificiel des couleurs dans les agates.

Beaucoup de minéraux étant encore extraits à l'explosif brisant (soit volontairement, soit simplement découverts dans de grandes exploitations industrielles parmi d'autres extractions), beaucoup de géodes sont déjà brutalement ouvertes lors de l'explosion ou ont subi des chocs et des dommages qui les rendent difficiles à ouvrir proprement et il n'est pas rare que les cristaux s'en trouvent endommagés. Il arrive donc régulièrement que des cristaux soient recollés; cependant cette réparation doit être faite en connaissance de cause pour l'acheteur et n'autorise pas d'insérer à son insu d'autres cristaux ou de recomposer une géode.
Le chauffage permet parfois également de modifier la couleur des cristaux et une cristallisation artificielle dans un bain de sel permet de masquer les dernières traces de montage comme dans le cas de la géode berbère. L'adjonction ou l'injection de colorant est l'une des techniques les plus courantes, elle est fréquemment utilisée sur les tranches d'agates afin de rehausser leurs coloris.
On trouve même des géodes artificielles de galène faites en poterie, dans lesquelles ont été plantés des bouts d'allumette, afin d'obtenir une cristallisation en pointe. Puis la géode est peinte en noir à l'extérieur et en blanc sur la tranche. Ces fausses géodes sont très courantes au Maroc.

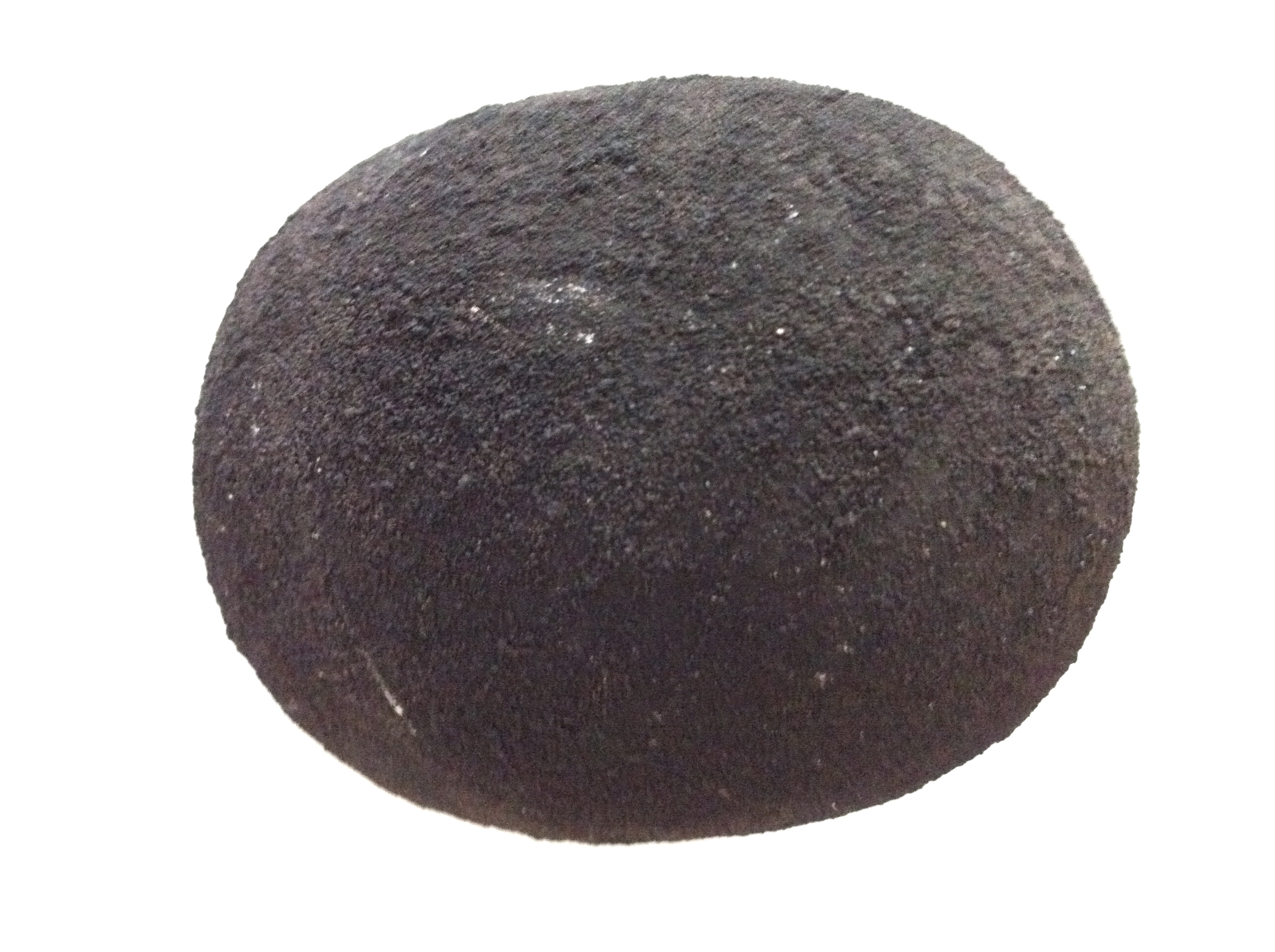
Fausse géode de galène complète (1/4)
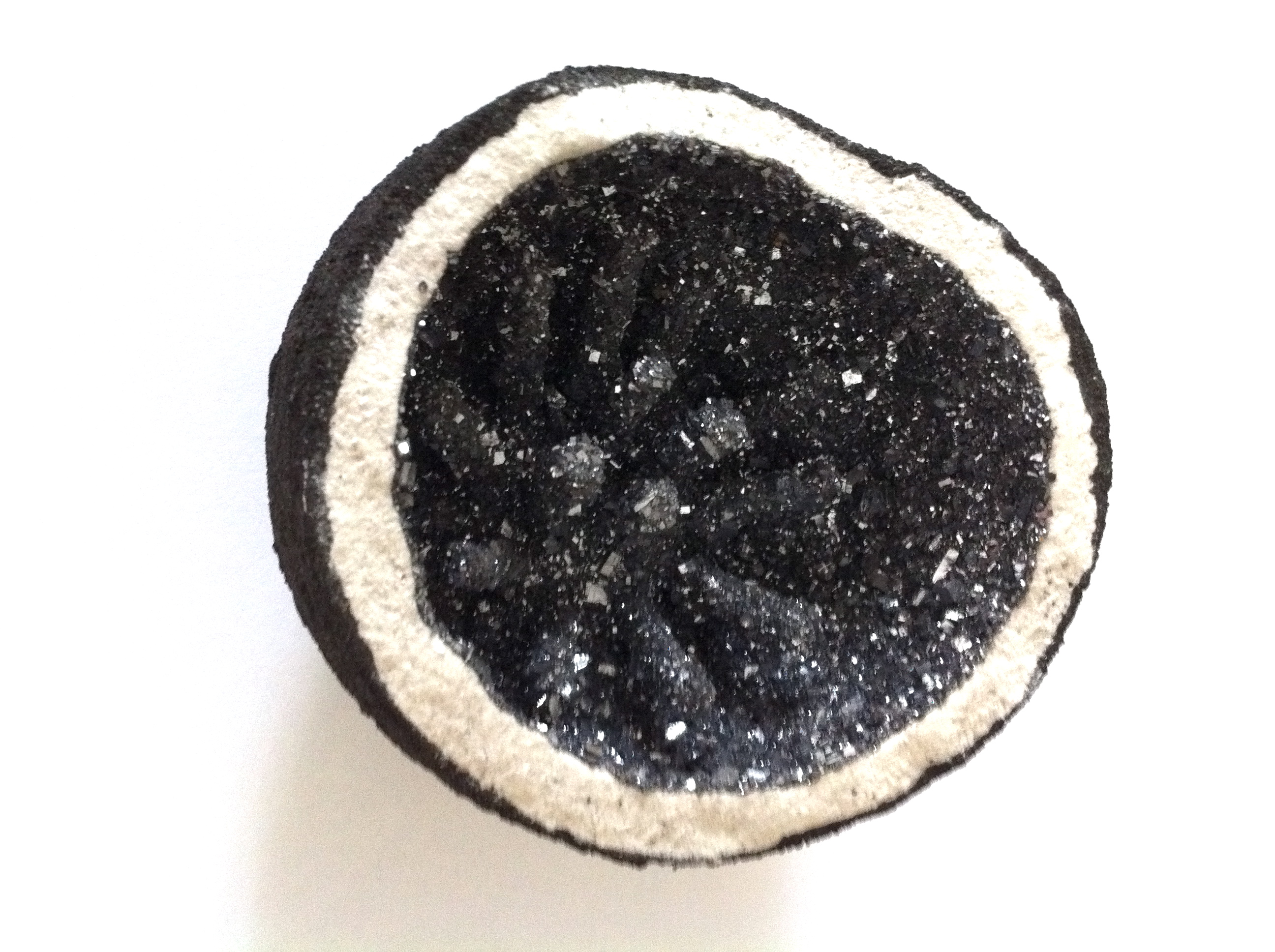
Fausse géode de galène ouverte (2/4)
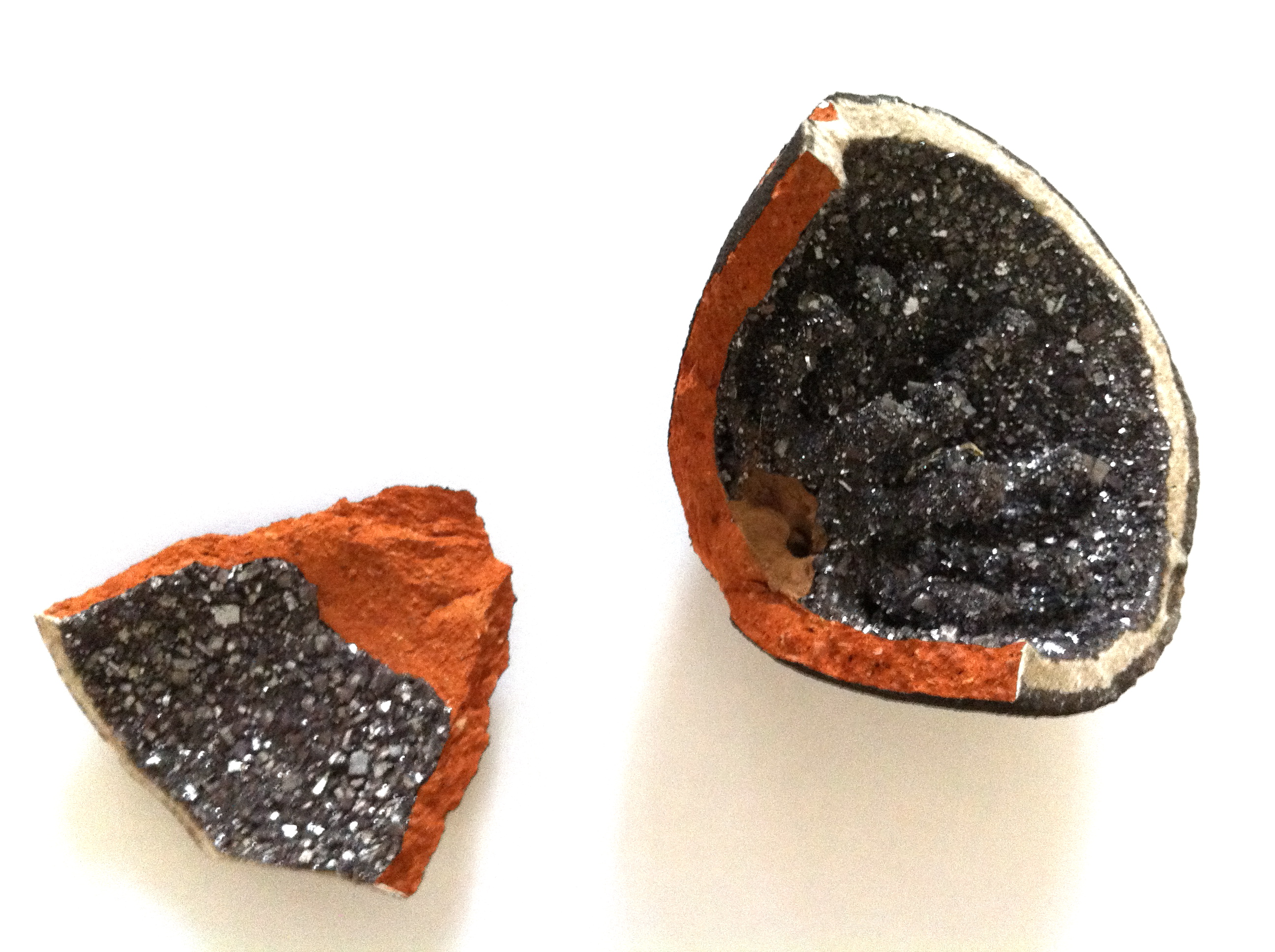
Fausse géode de galène cassée afin de voir la poterie (3/4)
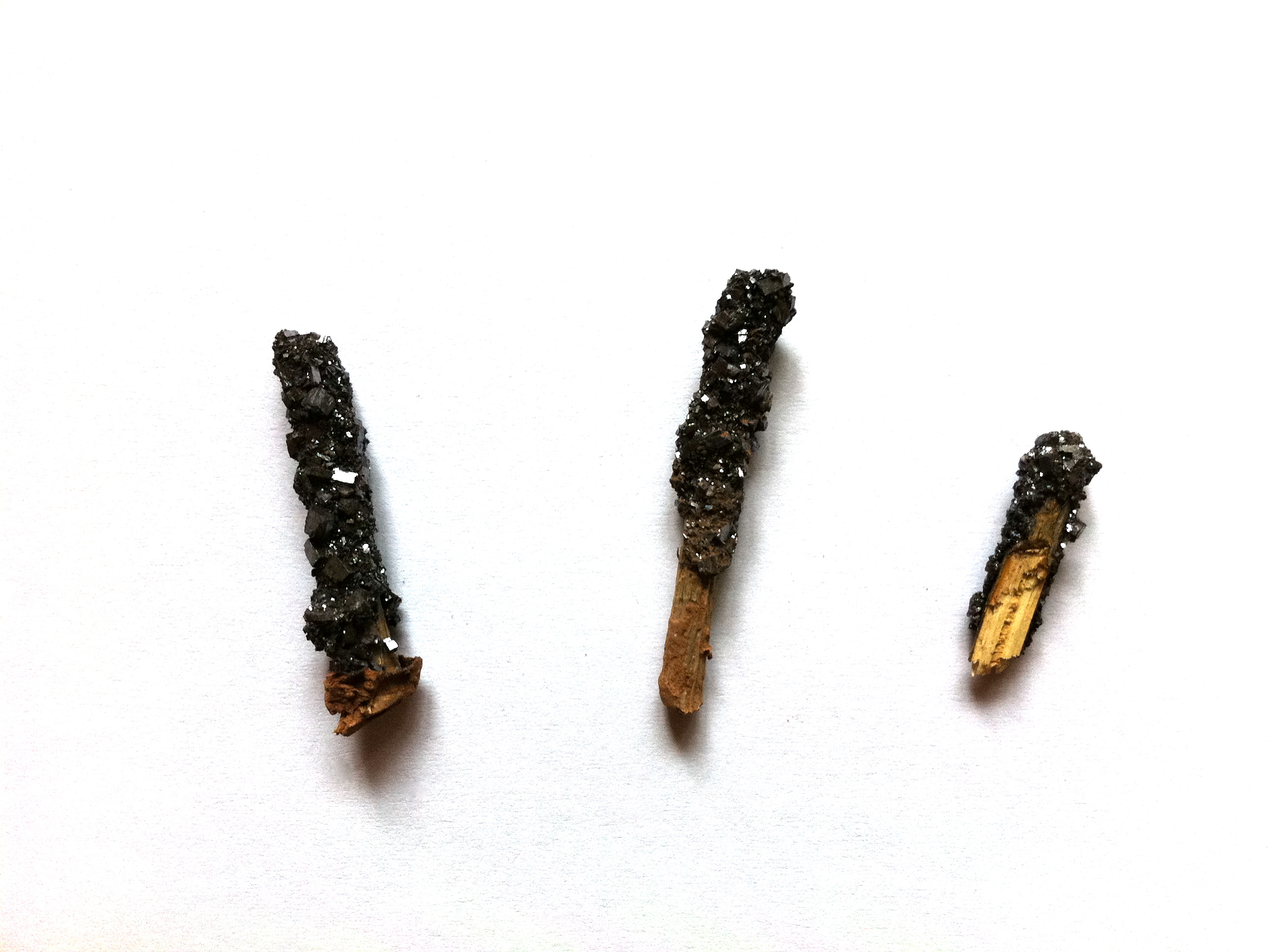
Bouts d'allumette permettant une cristallisation en pointe dans une fausse géode de galène (4/4)

Il est bien entendu que, lorsque ces transformations sont volontaires, à but artistique et à la connaissance de l'acheteur, il n'y a pas d'intention frauduleuse.

### Extraction, ouverture et présentation

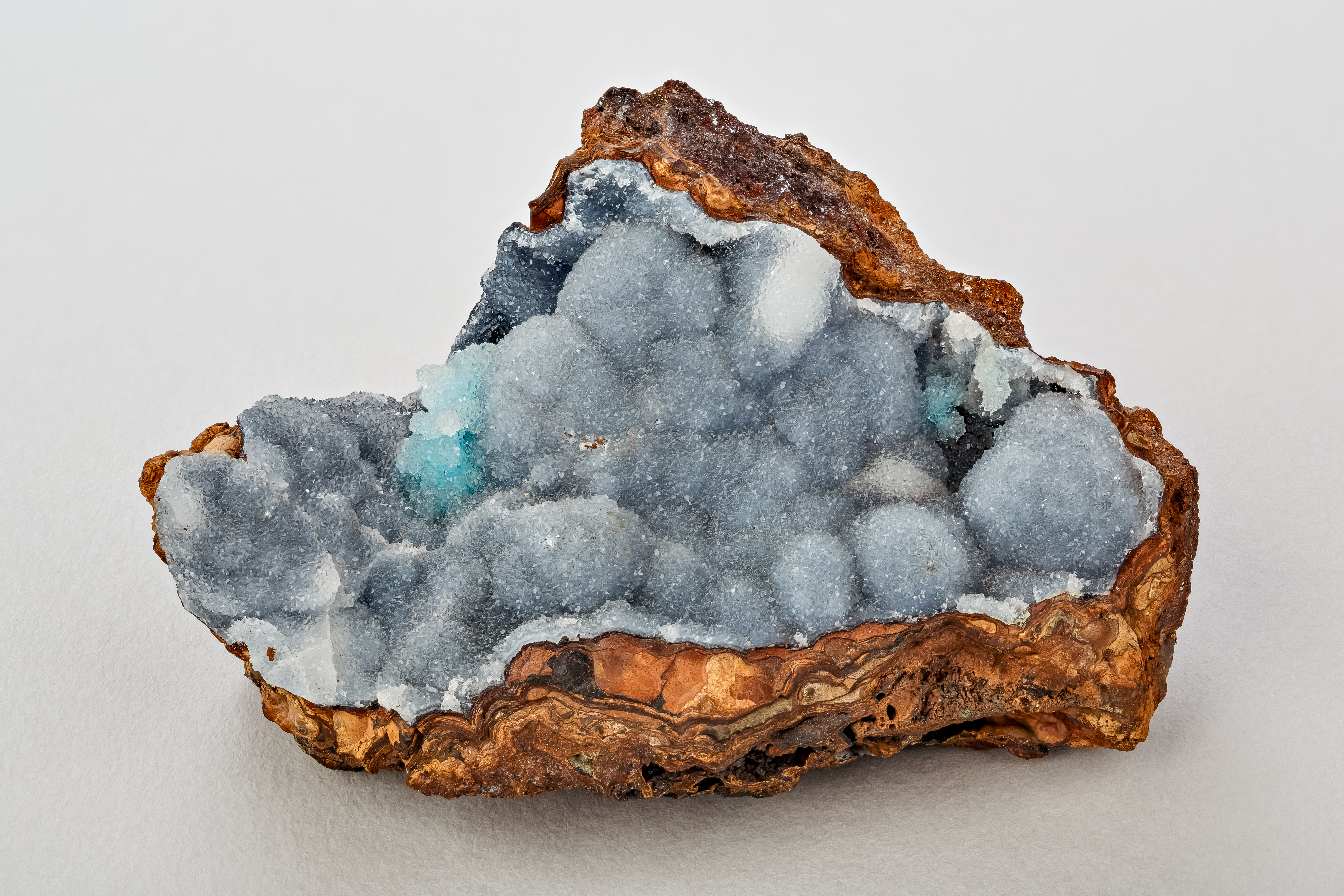
Une géode au contenu discuté.

La première problématique dans l'usage des minéraux à titre de collection est la méthode d'extraction qui a servi à fournir les minéraux, c'est donc l'état de la géode suivant la méthode d'extraction qui sera déterminante pour la suite. Si l'on extrait manuellement les géodes, la première étape consiste souvent à séparer la géode de sa gangue sans l'endommager ; souvent aussi l'on découvre la géode en l'ouvrant par accident et l'on extrait alors seulement le restant de croûte que l'on n'a pas encore brisé. La géode se présente essentiellement sous quatre formes :
- coupée en deux (disqueuse diamantée, coupe carrelage refroidi par eau, dimmer, scie à métaux diamantée, coupe-tuyaux, etc.)[38] ;
- en tranche comme pour les agates (disqueuse ou installation de sciage industrielle) ;
- ouverte par burinage volontaire ou accidentel (burin, pointe, marteau, etc.) ;
- en morceaux.

Le deuxième problème est que, sauf gisement connu, on ignore souvent le contenu exact et, en tous les cas, la disposition des formations internes. Or c'est la connaissance de l'intérieur et de l'extérieur qui détermine la technique idéale d'ouverture.

## Art et géode
Que cela soit au naturel, en composition, recomposition, photographie ou représentation, la géode inspire les artistes. Les bâtiments géodes, sa traduction architecturale, sont d'ailleurs généralement des halls d'exposition, des mondes miniatures comme les biosphères ou encore des salles de projection comme à la Cité des sciences et de l'industrie au parc de la Villette. Ce qui fascine dans cette formation minérale est qu'elle est une forme de mise en scène naturelle et elle excite donc l'imaginaire. Sémantiquement d'ailleurs, la géode tire son nom d'un mot grec désignant la Terre et se relie à des termes comme géodésique alors que la géode est un monde intérieur, donc l'inverse de notre mode d'existence terrestre. C'est un monde clos, une caverne scintillante, sauf que, la lumière à l'état naturel ne parvenant pas dans la géode, on n'y percevrait ni couleurs ni scintillement. Les artistes y trouvent donc à la fois inspiration mais aussi vecteur de rêve pour le public qui perçoit cette contradiction ou bien rêve encore au mythe de la terre creuse (la Terre y étant vue comme une géode dont nous habiterions la surface extérieure), comme dans le livre Voyage au centre de la Terre de Jules Verne.

### Histoire et légendes

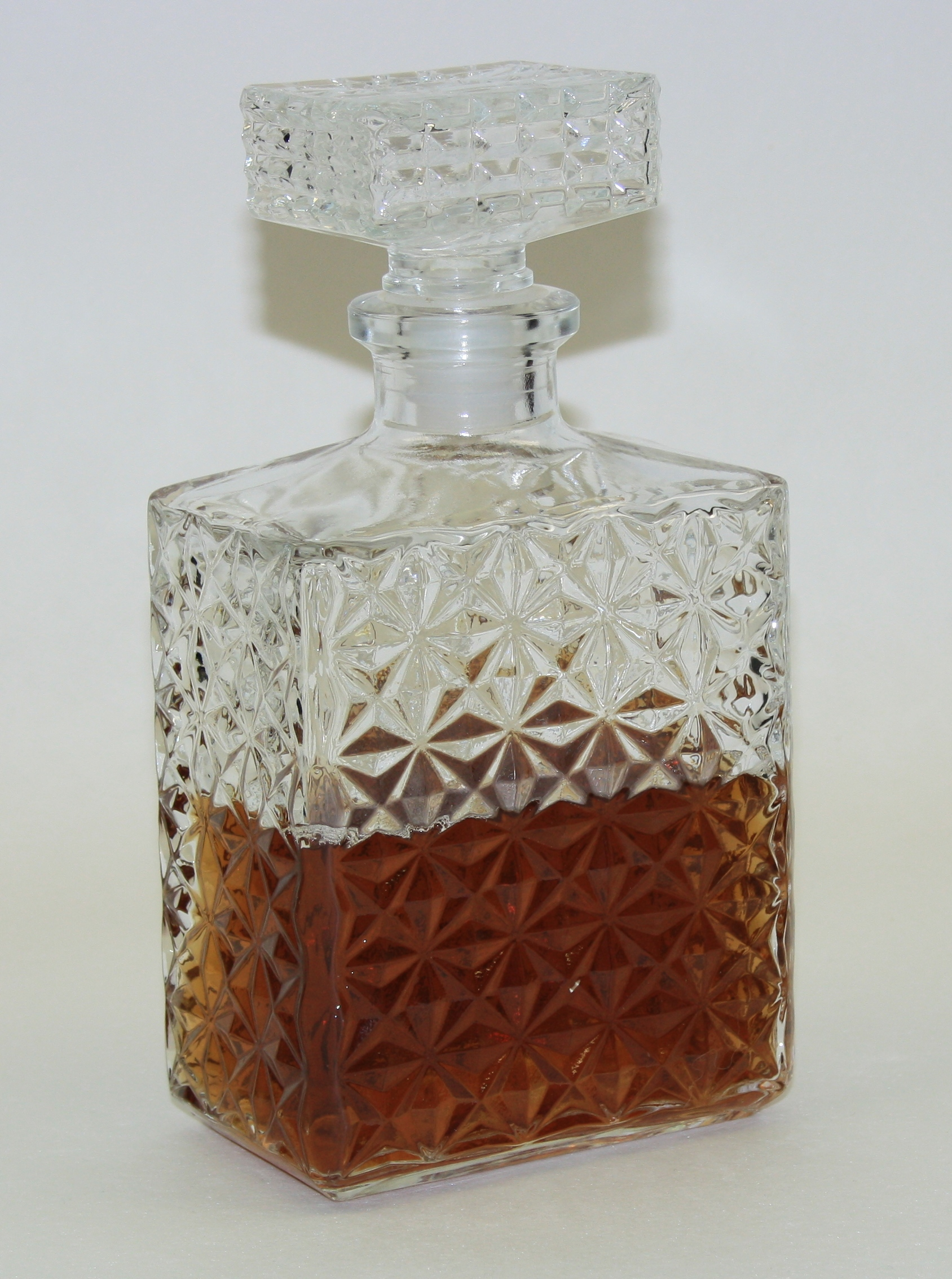
Carafe.

La géode, qui existe depuis la formation géologique de la Terre, est une formation minérale très répandue sur toute la surface du globe. Son contact avec l'Homme est donc très ancien. Les premières traces actuellement recensées d'un travail de mise en valeur d'une géode datent du Néolithique (Seine-Maritime, à Sandouville et à Montivilliers, France). On peut remonter les premières utilisations à trois millions d'années, au début du Paléolithique, si nous incluons les silex.
Comme la géode est une des sources principales de beaux cristaux et à la suite de la légende de la nymphe ou jeune fille et de Bacchus,, on aggloméra bien vite ce concept d'améthyste symbole de pureté et de purification (y compris contre l'ivresse) à la géode et, encore de nos jours, les personnes qui pratiquent la cristallothérapie ou lithothérapie l'utilisent comme réceptacle de purification.
Les cristaux et les géodes,, la source principale de ces cristaux, étant parmi les premières matières transparentes et translucides utilisées par l'homme, ceci explique l'origine et le rythme de beaucoup de motifs de flacons en verre. Elles ont inspiré l'architecture de dômes géants nommés « géodes » en leur honneur et dont la structure portante s'inspire également des structures cristallines (comme La Géode de la Cité des sciences et de l'industrie à Paris ou la Biosphère de Montréal).

### Littérature
- George Sand, Laura, Voyage dans le cristal : les voyages de jeunesse de monsieur Hartz au sein des mondes secrets et imaginaires des géodes.
- Thorgal, tome 13, Entre terre et lumière[49] : le supplice central de l'intrigue est une géode géante béante dans un flanc de falaise orienté plein sud.